# Ian O'Leary
Ian Joseph O'Leary (Woodland Hills, California, 20 de octubre de 1986) es un exjugador de baloncesto estadounidense con pasaporte irlandés que desarrolló su carrera como profesional en distintas categorías del baloncesto español. Con 2,01 metros de altura jugaba en la posición de ala-pívot.

## High School
Se formó en el Woodland Christian High School de su ciudad natal, Woodland Hills, California. Como junior (2003-2004) promedió 20,3 puntos y 12,6 rebotes, guiando al equipo a acabar con un récord de 22-7 (Quedaron 1º de la Central Valley League con un récord de 13-1). Fue también el máximo asistente del equipo (110 asistencias) esa temporada.
Hizo doble-doble en 26 de los 29 partidos que jugó, anotando 10 o más puntos en los 29 partidos. Su mejor partido de la temporada fue contra Orestimba High School (36 puntos y 19 rebotes). No pudo jugar en toda su temporada senior (2004-2005) por una lesión.

## Universidad
Tras graduarse en 2005, asistió a la Universidad de Saint Mary's, situada en Moraga, California, donde cumplió su periplo universitario de cuatro años (2005-2009).

### Freshman
En su primera temporada, su año freshman (2005-2006), jugó 28 partidos (8 como titular) con los Gaels con un promedio de 6,9 puntos (34,6 % en triples y 78,4 % en tiros libres) y 3,6 rebotes en 20,7 min.
Empezó la temporada saliendo desde el banquillo, para acabar saliendo de titular en los ocho últimos partidos (los Gaels tuvieron un récord de 7-1 con él de titular). Hizo un total de 194 puntos, 102 rebotes, 23 asistencias y 14 robos. Metió más de 1 triple en 8 partidos (38,1 % en los partidos de conferencia). Anotó 10 o más puntos en 9 partidos, incluyendo 5 de los 8 partidos en los que salió de titular. Robó 3 balones (máxima de la temporada) en su primer partido como Gael, contra los UC Santa Cruz Banana Slugs.
Jugó 36 min (máxima de la temporada) contra los Cal Poly Mustangs, el 18 de febrero de 2006, aparte de anotar 22 puntos (máxima de la temporada; 8-12 en tiros de campo). Metió 6 (máxima de la temporada) de los 8 tiros libres que intentó contra los Loyola Marymount Lions, el 27 de febrero de 2006. Hizo el primer doble-doble de su carrera universitaria (15 puntos y 10 rebotes; máxima de la temporada) contra los Portland Pilots, el 9 de enero de 2006. Marcó 3 triples (máxima de la temporada) contra los Santa Clara Broncos, el 11 de febrero de 2006.
Finalizó la temporada en la West Coast Conference con 13º mejor % de triples y fue el 18º en triples anotados (28).

### Sophomore
En su segunda temporada, su año sophomore (2006-2007), jugó 32 partidos (19 como titular) con los Gaels con un promedio de 7,4 puntos (67,8 % en tiros libres), 4,8 rebotes y 1 asistencia en 23,5 min. Fue el 6º máximo anotador y el 3º máximo reboteador del equipo.
Fue elegido en el mejor quinteto del torneo Shamrock Invitational tras promediar 11,3 puntos y 6,3 rebotes en los partidos contra los Seattle Pacific Falcons, los San Diego State Aztecs y los Murray State Racers. Anotó 10 o más puntos en 8 partidos. Su mejor partido de la temporada fue en la victoria por 93-82 contra los Western Carolina Catamounts (20 puntos con un 4-5 de 2, 2-2 de 3 y 6-7 de TL). En el partido contra los Seton Hall Pirates, lideró al equipo con 19 puntos (7-10 en tiros de 2). Finalizó la temporada con 34 asistencias, 20 robos y 6 tapones.
Finalizó la temporada en la West Coast Conference como el 12º máximo reboteador y el 12º en rebotes totales (152) y el 17º en partidos disputados.

### Junior
En su tercera temporada, su año junior (2007-2008), jugó 32 partidos (todos como titular) con los Gaels con un promedio de 7,6 puntos (36 % en triples (32-89) y 62,3 % en tiros libres) y 4,8 rebotes en 21,3 min.
El 15 de enero de 2008, fue nombrado jugador de la semana de la West Coast Conference tras promediar 16 puntos y 8 rebotes en las victorias contra los Fresno State Bulldogs y los Santa Clara Broncos. Anotó 10 o más puntos en 11 partidos. Su mejor partido de la temporada fue contra los Portland Pilots, el 2 de febrero de 2008 (20 puntos con un 5-5 en tiros de 2 y un 3-4 en triples). Anotó 19 puntos (5-6 de 2 y 3-3 de 3) contra los Cal State Bakersfield Roadrunners. Cogió 10 rebotes (máxima de la temporada) en 3 ocasiones: Howard Bison, Cal State Fullerton Titans y San Diego Toreros.
Finalizó la temporada en la West Coast Conference como el 12º máximo reboteador y el 12º en rebotes totales (154), el 16º máximo taponador (0,4 por partido), el 17º en tapones (13) y el 22º en partidos disputados.

### Senior
En su cuarta y última temporada, su año senior (2008-2009), jugó 35 partidos (22 como titular) con los Gaels con un promedio de 4,5 puntos (35,9 % en triples (14-39) y 72,2 % en tiros libres) y 4,2 rebotes en 17,8 min.
Anotó 10 o más puntos en 3 partidos. Metió 2 triples en 3 partidos. Robó 2 balones en 5 partidos. Cogió 6 o más rebotes en 10 partidos. Marcó 15 puntos (máxima de la temporada) contra los Cal State Bakersfield Roadrunners. Hizo el segundo doble-doble de su carrera universitaria contra los Cal State Bakersfield Roadrunners] (15 puntos y 10 rebotes). Esos 10 rebotes fue la 3ª vez en su carrera universitaria que cogía 10 o más rebotes. Dio 4 asistencias (máxima de la temporada) contra los Oregon Ducks.
Se convirtió en el 27º jugador de la historia de los Gaels en superar los 500 rebotes en el partido contra los Pepperdine Waves, el 17 de enero de 2009, (cogió 8 rebotes). Acabó su carrera universitaria con 554 rebotes. En sus cuatro años en Saint Mary's, ayudó al equipo a acabar con un récord de 87-49 (67,9 % de victorias). Esas 87 victorias son el mayor nº de victorias de la historia de un jugador de Saint Mary's, empatado con exjugador de Movistar Estudiantes, Diamon Simpson.
Finalizó la temporada en la West Coast Conference como el 2º en partidos disputados, el 18º en rebotes totales (146) y el 19º máximo reboteador.

### Promedios
Disputó un total de 127 partidos (81 como titular) con los Saint Mary's College Gaels entre las cuatro temporadas, promediando 6,5 puntos (32,4 % en triples y 69,2 % en tiros libres) y 4,4 rebotes en 20,8 min de media.

## Trayectoria profesional

### Gestibérica Ciudad de Vigo
Tras no ser seleccionado en el Draft de la NBA de 2009, vivió su primera experiencia como profesional en la temporada 2009-2010, en las filas del Gestibérica Ciudad de Vigo de la LEB Oro (2ª división española), aunque no pudo evitar que su equipo descendiera a la LEB Plata.
Disputó 34 partidos de liga con el conjunto vigués, promediando 5,9 puntos y 4,5 rebotes en 18,4 min de media.

### FEVE Oviedo Baloncesto
Fichó por el FEVE Oviedo Baloncesto de la LEB Plata (3ª división española) para la temporada 2010-2011.
Disputó 26 partidos de liga y 4 de play-offs con el cuadro ovetense, promediando en liga 16 puntos (52,9 % en tiros de 2, 37,8 % en triples y 72,2 % en tiros libres), 9,5 rebotes, 1,2 asistencias y 1,1 robos en 31 min de media, mientras que en play-offs promedió 11,3 puntos (50 % en tiros de 2, 50 % en triples y 78,9 % en tiros libres), 7,8 rebotes y 1 asistencia en 26,3 min de media.
A final de temporada fue nombrado MVP de la liga regular de la LEB Plata 2010/11. También fue nombrado ala-pívot del año de la LEB Plata  y elegido en el mejor quinteto de la LEB Plata y en el mejor quinteto de jugadores extranjeros de la LEB Plata, todo ello por Eurobasket.com.
Finalizó la temporada en la LEB Plata como el máximo reboteador, el 1º en rebotes ofensivos (3,3 por partido) y en valoración (20,3 por partido), el 2º en rebotes defensivos (6,1 por partido), el 4º máximo anotador y el 4º en mates (0,7 por partido), el 5º en min por partido y el 6º máximo taponador (0,8 por partido),

### Palencia Baloncesto
Firmó para la temporada 2011-2012 por el Palencia Baloncesto de la LEB Oro.
Disputó 29 partidos de liga con el conjunto palentino, promediando 11,1 puntos (56,9 % en tiros de 2, 31,8 % en triples y 68,3 % en tiros libres), 7,1 rebotes y 1 asistencia en 23 min de media.
Finalizó la temporada en la LEB Oro como el 8º en mates (0,5 por partido), el 10º en rebotes ofensivos (2,7 por partido) y el 11º máximo reboteador.

### Blancos de Rueda Valladolid
En agosto de 2012, el Blancos de Rueda Valladolid, anunció su fichaje para la temporada 2012-2013, dando así el salto a la Liga Endesa tras tres años entre LEB Oro y LEB Plata.
Disputó 28 partidos de liga con el cuadro vallisoletano, promediando 11,6 puntos (48,1 % en triples y 75,8 % en tiros libres), 5,6 rebotes y 1 asistencia en 26,6 min de media.
Sus mejores partidos de la temporada fueron contra el Mad-Croc Fuenlabrada (15 puntos (5-9 de 2, 1-3 de 3 y 2-4 de TL), 12 rebotes, 2 asistencias, 1 tapón y 4 faltas recibidas para 26 de valoración), el Club Baloncesto Canarias (17 puntos (5-6 de 2, 1-1 de 3 y 4-4 de TL), 7 rebotes, 2 asistencias, 3 pérdidas, 1 falta cometida y 3 faltas recibidas para 24 de valoración) y el UCAM Murcia (16 puntos (4-7 de 2, 2-3 de 3 y 2-2 de TL), 8 rebotes, 1 robo, 1 tapón, 1 falta cometida y 1 falta recibida para 23 de valoración).

### Herbalife Gran Canaria
El 9 de julio de 2013, el Herbalife Gran Canaria, anunció su incorporación para las próximas cuatro temporadas (posee una cláusula de salida al término de su segunda campaña). En 2015, fue subcampeón de la Eurocup tras perder en la final a doble partido contra el todopoderoso BK Jimki ruso.
En su primera temporada (2013-2014), jugó 27 partidos de liga y 1 partido en la Copa del Rey de baloncesto 2014 (1 rebote en 4,4 min) con un promedio en liga de 5,4 puntos (53,6 % en tiros de 2 y 80,6 % en tiros libres) y 3,2 rebotes en 15,5 min .
Sus mejores partidos de la temporada fueron contra el Tuenti Móvil Estudiantes (9 puntos (3-6 de 2 y 1-2 de 3), 9 rebotes, 2 asistencias, 2 robos y 2 faltas recibidas para 20 de valoración), el Valencia Basket (16 puntos (7-10 de 2, 0-1 de 3 y 2-2 de TL), 5 rebotes, 1 asistencia, 1 tapón en contra, 2 faltas cometidas y 3 faltas recibidas para 18 de valoración) y el UCAM Murcia (8 puntos (3-3 de 2, 0-1 de 3 y 2-2 de TL), 7 rebotes, 1 robo, 1 falta cometida y 3 faltas recibidas para 17 de valoración).
En su segunda temporada (2014-2015), jugó 27 partidos de liga, 1 partido de Copa del Rey de baloncesto y 20 de Eurocup, promediando en liga 5,1 puntos (56,2 % en tiros de 2 y 77,1 % en tiros libres) y 3 rebotes en 13,9 min, en la Copa del Rey de baloncesto 2015 (4 puntos (2-2 de 2), 1 asistencia y 1 robo en 13,8 min) y en la Eurocup 6,8 puntos (55,4 % en tiros de 2 y 80,6 % en tiros libres), 3 rebotes y 1,1 asistencias en 16,5 min de media.
Sus mejores partidos de la temporada fueron contra el Movistar Estudiantes (11 puntos (4-8 de 2 y 1-2 de 3), 8 rebotes, 1 asistencia, 1 robo, 1 pérdida, 1 falta cometida y 2 faltas recibidas para 16 de valoración) y por 2 veces contra el Real Madrid (9 puntos (2-2 de 2, 0-1 de 3 y 5-7 de TL), 4 rebotes, 1 robo, 1 pérdida y 5 faltas recibidas para 15 de valoración) y (6 puntos (3-4 de 2), 9 rebotes, 1 robo, 1 pérdida y 1 falta recibida para 15 de valoración).
Al final de la temporada 2014-2015, el club ejerció su derecho de no prorrogarle el contrato.
Disputó un total de 54 partidos de liga con el conjunto de Las Palmas de Gran Canaria entre las dos temporadas, promediando 5,2 puntos (54,9 % en tiros de 2 y 78,8 % en tiros libres) y 3,1 rebotes en 14,7 min de media.

### Iberostar Tenerife
El 4 de agosto de 2015, el Iberostar Tenerife, anunció su fichaje para la temporada 2015-2016.
Disputó 34 partidos de liga con el cuadro tinerfeño, promediando 4,5 puntos (57,1 % en tiros de 2 y 62,7 % en tiros libres) y 2,7 rebotes en 13,8 min de media.
Sus mejores partidos de la temporada fueron contra el Valencia Basket (11 puntos (2-2 de 2, 1-2 de 3 y 4-4 de TL), 3 rebotes, 3 asistencias, 1 robo, 1 pérdida, 2 faltas cometidas y 3 faltas recibidas para 17 de valoración), el Rio Natura Monbus Obradoiro (11 puntos (2-3 de 2, 1-2 de 3 y 4-4 de TL), 6 rebotes, 1 asistencia, 1 pérdida, 1 falta cometida y 3 faltas recibidas para 17 de valoración) y el FIATC Joventut (15 puntos (3-5 de 2, 2-2 de 3 y 3-4 de TL), 2 rebotes, 1 asistencia, 1 robo, 2 faltas cometidas y 2 faltas recibidas para 16 de valoración).

### Montakit Fuenlabrada
El 16 de agosto de 2016, el Montakit Fuenlabrada, anunció su fichaje por dos temporadas.